# Neviano
Neviano é uma comuna italiana da região da Puglia, província de Lecce, com cerca de 5.925 habitantes. Estende-se por uma área de 16 km², tendo uma densidade populacional de 370 hab/km². Faz fronteira com Aradeo, Collepasso, Cutrofiano, Galatone, Parabita, Sannicola, Seclì, Tuglie.

## Demografia
| Variação demográfica do município entre 1861 e 2011                               |
|                                                                                   |
| Fonte: Istituto Nazionale di Statistica (ISTAT) - Elaboração gráfica da Wikipedia |